# Raza canina poco frecuente
Una raza canina se considera rara o poco frecuente cuando el número de ejemplares es pequeño. Debido a que los perros tienen una variabilidad genética mayor que otros animales domésticos, el número de razas posibles es muy amplio, y se crean razas nuevas constantemente con solo unos pocos «raros» cachorros en un principio, aunque incluso algunas razas tienen una población pequeña a largo plazo.